# Bundestagswahlkreis Görlitz – Zittau – Niesky
Der Bundestagswahlkreis Görlitz – Zittau – Niesky war von 1990 bis 2002 ein Wahlkreis in Sachsen. Er besaß die Nummer 315 und umfasste die Stadt und den Landkreis Görlitz sowie die Landkreise Zittau und Niesky. Im Rahmen der Wahlkreisreform von 2002, bei der die Anzahl der Wahlkreise in Sachsen von 21 auf 17 reduziert wurde, ging das Gebiet des Wahlkreises im Wahlkreis Löbau-Zittau – Görlitz – Niesky auf.
Das Direktmandat wurde stets von Georg Janovsky (CDU) gewonnen.

## Bundestagswahl 1998
| Kandidaten                     | Kandidaten                  | Parteien/Listen                     | Erststimmen | Erststimmen | Zweitstimmen | Zweitstimmen |
| Kandidaten                     | Kandidaten                  | Parteien/Listen                     | Stimmen     | %           | Stimmen      | %            |
| ------------------------------ | --------------------------- | ----------------------------------- | ----------- | ----------- | ------------ | ------------ |
|                                | Georg Janovskygewählt im WK | CDU                                 | 52.288      | 41,8        | 46.805       | 37,2         |
|                                | Christian Müller            | SPD                                 | 38.908      | 31,1        | 32.389       | 25,7         |
|                                | Ilja Seifert                | PDS                                 | 23.290      | 18,6        | 23.271       | 18,5         |
|                                | Horst Schiermeyer           | GRÜNE                               | 3.853       | 3,1         | 4.561        | 3,6          |
|                                | Wolfgang Hoffmann           | F.D.P.                              | 5.200       | 4,2         | 3.909        | 3,1          |
|                                | −                           | BüSo                                | –           | –           | 107          | 0,1          |
|                                | −                           | BFB – Die Offensive                 | –           | –           | 369          | 0,3          |
|                                | –                           | Chance 2000                         | –           | –           | 32           | 0,0          |
|                                | –                           | DVU                                 | –           | –           | 3.839        | 3,0          |
|                                | –                           | GRAUE                               | –           | –           | 663          | 0,5          |
|                                | −                           | REP                                 | –           | –           | 2.058        | 1,6          |
|                                | –                           | Pro DM                              | –           | –           | 4.672        | 3,7          |
|                                | −                           | NPD                                 | –           | –           | 2.238        | 1,8          |
|                                | –                           | ödp                                 | –           | –           | 179          | 0,1          |
|                                | −                           | PBC                                 | –           | –           | 326          | 0,3          |
|                                | Regina Rausch               | Liste für Gerechtigkeit und Frieden | 1.499       | 1,2         | –            | –            |
| Gesamt                         | Gesamt                      | Gesamt                              | 125.038     | 100         | 125.884      | 100          |
|                                |                             |                                     |             |             |              |              |
| Ungültige Stimmen              | Ungültige Stimmen           | Ungültige Stimmen                   | 3.059       | 2,4         | 2.213        | 1,7          |
| Wähler                         | Wähler                      | Wähler                              | 128.097     | 80,2        | 128.097      | 80,2         |
| Wahlberechtigte                | Wahlberechtigte             | Wahlberechtigte                     | 159.661     |             | 159.661      |              |
|                                |                             |                                     |             |             |              |              |
| Quellen: Der Bundeswahlleiter, |                             |                                     |             |             |              |              |

## Bundestagswahl 1994
| Kandidaten                     | Kandidaten                  | Parteien/Listen   | Erststimmen | Erststimmen | Zweitstimmen | Zweitstimmen |
| Kandidaten                     | Kandidaten                  | Parteien/Listen   | Stimmen     | %           | Stimmen      | %            |
| ------------------------------ | --------------------------- | ----------------- | ----------- | ----------- | ------------ | ------------ |
|                                | Georg Janovskygewählt im WK | CDU               | 64.574      | 56,9        | 61.629       | 53,9         |
|                                | –                           | SPD               | 26.078      | 23,0        | 22.719       | 19,9         |
|                                | –                           | PDS               | 19.057      | 16,8        | 18.395       | 16,1         |
|                                | –                           | GRÜNE             | –           | –           | 4.652        | 4,1          |
|                                | –                           | F.D.P.            | 3.690       | 3,3         | 3.469        | 3,0          |
|                                | –                           | GRAUE             | –           | –           | 731          | 0,6          |
|                                | –                           | REP               | –           | –           | 2.129        | 1,9          |
|                                | –                           | MLPD              | –           | –           | 29           | 0,0          |
|                                | –                           | ÖDP               | –           | –           | 195          | 0,2          |
|                                | –                           | PBC               | –           | –           | 318          | 0,3          |
| Gesamt                         | Gesamt                      | Gesamt            | 113.399     | 100         | 114.266      | 100          |
|                                |                             |                   |             |             |              |              |
| Ungültige Stimmen              | Ungültige Stimmen           | Ungültige Stimmen | 2.044       | 1,8         | 1.177        | 1,0          |
| Wähler                         | Wähler                      | Wähler            | 115.443     | 71,7        | 115.443      | 71,7         |
| Wahlberechtigte                | Wahlberechtigte             | Wahlberechtigte   | 161.006     |             | 161.006      |              |
|                                |                             |                   |             |             |              |              |
| Quellen: Der Bundeswahlleiter, |                             |                   |             |             |              |              |

## Bundestagswahl 1990
| Kandidaten                  | Kandidaten                  | Parteien/Listen   | Erststimmen | Erststimmen | Zweitstimmen | Zweitstimmen |
| Kandidaten                  | Kandidaten                  | Parteien/Listen   | Stimmen     | %           | Stimmen      | %            |
| --------------------------- | --------------------------- | ----------------- | ----------- | ----------- | ------------ | ------------ |
|                             | Georg Janovskygewählt im WK | CDU               | 64.823      | 53,5        | 67.208       | 55,3         |
|                             | Christian Müller            | SPD               | 18.020      | 14,9        | 18.133       | 14,9         |
|                             | Bodo Lochmann               | PDS               | 12.108      | 10,0        | 11.208       | 9,2          |
|                             | Johannes Witoschek          | DSU               | 4.710       | 3,9         | 2.502        | 2,1          |
|                             | Burckhard Wilde             | F.D.P.            | 8.401       | 6,9         | 10.292       | 8,5          |
|                             | Thomas Pilz                 | GRÜNE             | 9.700       | 8,0         | 6.884        | 5,7          |
|                             | –                           | BSA               | –           | –           | 20           | 0,0          |
|                             | Johannes Hartmann           | LIGA              | 1.102       | 0,9         | 579          | 0,5          |
|                             | –                           | DIE GRAUEN        | –           | –           | 2.136        | 1,8          |
|                             | Axel Kaminsky               | REP               | 2.310       | 1,9         | 1.871        | 1,5          |
|                             | –                           | KPD               | –           | –           | 45           | 0,0          |
|                             | –                           | NPD               | –           | –           | 395          | 0,3          |
|                             | –                           | ÖDP               | –           | –           | 140          | 0,1          |
|                             | –                           | Patrioten         | –           | –           | 15           | 0,0          |
|                             | –                           | SpAD              | –           | –           | 11           | 0,0          |
|                             | –                           | VAA               | –           | –           | 123          | 0,1          |
| Gesamt                      | Gesamt                      | Gesamt            | 121.174     | 100         | 121.562      | 100          |
|                             |                             |                   |             |             |              |              |
| Ungültige Stimmen           | Ungültige Stimmen           | Ungültige Stimmen | 2.389       | 1,9         | 2.001        | 1,6          |
| Wähler                      | Wähler                      | Wähler            | 123.563     | 73,1        | 123.563      | 73,1         |
| Wahlberechtigte             | Wahlberechtigte             | Wahlberechtigte   | 169.062     |             | 169.062      |              |
|                             |                             |                   |             |             |              |              |
| Quellen: Statistik Sachsen, |                             |                   |             |             |              |              |

## Wahlkreissieger
| Wahl | Name           | Partei | Erststimmen |
| ---- | -------------- | ------ | ----------- |
| 1998 | Georg Janovsky | CDU    | 41,8 %      |
| 1994 | Georg Janovsky | CDU    | 56,9 %      |
| 1990 | Georg Janovsky | CDU    | 53,5 %      |